# Berkesd
Berkesd (németül: Berkisch, horvátul: Berkuš) község Baranya vármegyében, a Pécsi járásban.

## Fekvése
A Baranyai-dombság északi részén, Pécsváradtól délre fekszik, a várostól Romonyáig húzódó, a 6544-es és 5611-es utakat összekötő 5609-es út mentén, Pereked és Szilágy között.

## Története
Berkesd nevét 1015-ben a pécsváradi bencés apátság alapítólevele említi először, Villa Berkus néven. A török hódoltság alatt sem néptelenedett el a falu, a korabeli adatok  ekkor már mint a körzet plébánia központját említették. Lakói magyarok voltak.
A 18. században Mária Terézia a falut az Egyetemi Alaphoz csatolta, s még ez évszázad végén német jobbágyok telepedtek le a faluban.
A 19. század elején kezdődött meg a falu iparosodása.

## Nevének eredete
Neve a magyar berek szóból ered, melynek jelentése: mocsaras, ligetes, bozótos hely.

## Közélete

### Polgármesterei
- 1990–1994: Telkes István (független)[4]
- 1994–1998: Fodor Istvánné (független)[5]
- 1998–1999: Reichert Zoltán (független)[6]
- 2000–2002: Szabó László (független)[7][8]
- 2002–2006: Kapitány Zoltánné (független)[9]
- 2006–2010: Kapitány Zoltánné (független)[10]
- 2010–2014: Kapitány Zoltánné (független)[11]
- 2014–2019: Kapitány Zoltán Jánosné (független)[12]
- 2019–2024: Hermann-né Rattinger Mária Éva (független)[13]
- 2024– : Hermann-né Rattinger Mária Éva (független)[1]

A településen 2000. március 26-án időközi polgármester-választást tartottak, az előző polgármester lemondása miatt.

## Népesség
A település népességének változása:
| Lakosok száma | 881  | 892  | 863  | 820  | 808  | 776  | 783  | 768  |
|               | 2013 | 2014 | 2015 | 2019 | 2021 | 2022 | 2023 | 2024 |

A 2011-es népszámlálás során a lakosok 86%-a magyarnak, 13,2% cigánynak, 0,2% horvátnak, 9% németnek mondta magát (13,6% nem nyilatkozott; a kettős identitások miatt a végösszeg nagyobb lehet 100%-nál). A vallási megoszlás a következő volt: római katolikus 61,4%, református 2,3%, evangélikus 0,8%, felekezeten kívüli 8,3% (25,6% nem nyilatkozott).
2022-ben a lakosság 90,1%-a vallotta magát magyarnak, 11,9% cigánynak, 6,3% németnek, 0,4% ukránnak, 0,3% görögnek, 0,3% románnak, 1,9% egyéb, nem hazai nemzetiségűnek (9,7% nem nyilatkozott; a kettős identitások miatt a végösszeg nagyobb lehet 100%-nál). Vallásuk szerint 36,9% volt római katolikus, 2,6% református, 0,3% evangélikus, 2,3% egyéb keresztény, 1% egyéb katolikus, 14,3% felekezeten kívüli (42,7% nem válaszolt).

## Nevezetességei
- Római katolikus temploma - 1896-ban épült az előző 16. századi lebontott Szeplőtelen Szűzanyáról elnevezett templom helyén.

- Horgásztó.

## Kulturális élet
Berkesdnek aktív helyi kulturális élete van, így már hagyománnyá vált az augusztus 20-i kakaspörköltfőző verseny, valamint a szeptemberben megrendezésre kerülő szüreti felvonulás és bál.